# Târgu Neamț
Târgu Neamț is een stad (oraș) in het Roemeense district Neamț. De stad telt 27.496 inwoners (2008) en ligt aan de rivier de Neamț of Ozana.
De stad ontstond bij een van de belangrijkste kastelen van Moldavië, dat in de 14de eeuw werd gebouwd door de Moldavische woiwode Petru I, die ook de stichter was van het tien km westelijker gelegen klooster Neamț. In 1395 is er voor het eerst sprake van een nederzetting ante castrum Nempch. Deze werd de eerste eeuwen hoofdzakelijk door Duitse immigranten bevolkt.
Het kasteel, dat door Stefanus III aanzienlijk werd uitgebreid, weerstond in 1476 een Ottomaanse belegering. In de 17de eeuw verbouwde Vasile Lupu het tot een klooster en in 1717 werd het door Michaël Racoviță verwoest. Sindsdien is het een ruïne.
Van de ooit omvangrijke Joodse gemeenschap van Târgu Neamț is sinds de Tweede Wereldoorlog en de daaropvolgende emigratiegolf nog maar een fractie over.

## Verkeer
Târgu Neamț is pas sinds 1986 aangesloten op het spoorwegnet: sindsdien is de stad het beginpunt van een lijn naar Pașcani, 31 km naar het oosten.
Steden met gemeentestatus: Piatra Neamț · Roman

Steden zonder gemeentestatus: Bicaz · Roznov · Târgu Neamț